# راجنار لارسن (لاعب كرة قدم)
راجنار لارسن (بالنرويجية البوكمول: Ragnar Larsen)‏ هو لاعب كرة قدم نرويجي في مركز مهاجم ‏، ولد في 13 أغسطس 1931، وتوفي في 19 أكتوبر 1997. شارك مع منتخب النرويج لكرة القدم. أما مع النوادي، فقد لعب مع نادي أود.

## وصلات خارجية
- راجنار لارسن (لاعب كرة قدم) على موقع اتحاد النرويج (النرويجية)
- راجنار لارسن (لاعب كرة قدم) على موقع قاعدة بيانات كرة القدم.إي يو (الإنجليزية)
- راجنار لارسن (لاعب كرة قدم) على موقع عالم كرة القدم.نت (الإنجليزية)